# ألياف النخيل
تنتمي ألياف النخيل(Palms Fibers)، والتي يطلق عليها محلياً مصطلح الليف إلى مجموعة الألياف السيلوزيهCellulose Fibers)، والسيليلوز عبارة عن سكر متعدد(Polysaccharide) متكون من جزيئات الكلكوز المرتبطة مع بعضها بسلاسل خطية . تتوفر ألياف النخيل بكثرة في العراق، وسلطنه عمان نظراً لكونه من البلدان التي تتوفر فيها أشجار النخيل بكثرة. يمكن أن تستخدم الألياف السليلوزية ومن ضمنها ألياف النخيل بشكلها الخام في الصناعة لكلفتها المنخفضة، وخواصها الميكانيكية والحرارية الجيدة، أو يمكن أن يتم تحويلها إلى أنواع جديدة من الألياف ومنها الحرير الصناعي.